# Ecopista do Dão

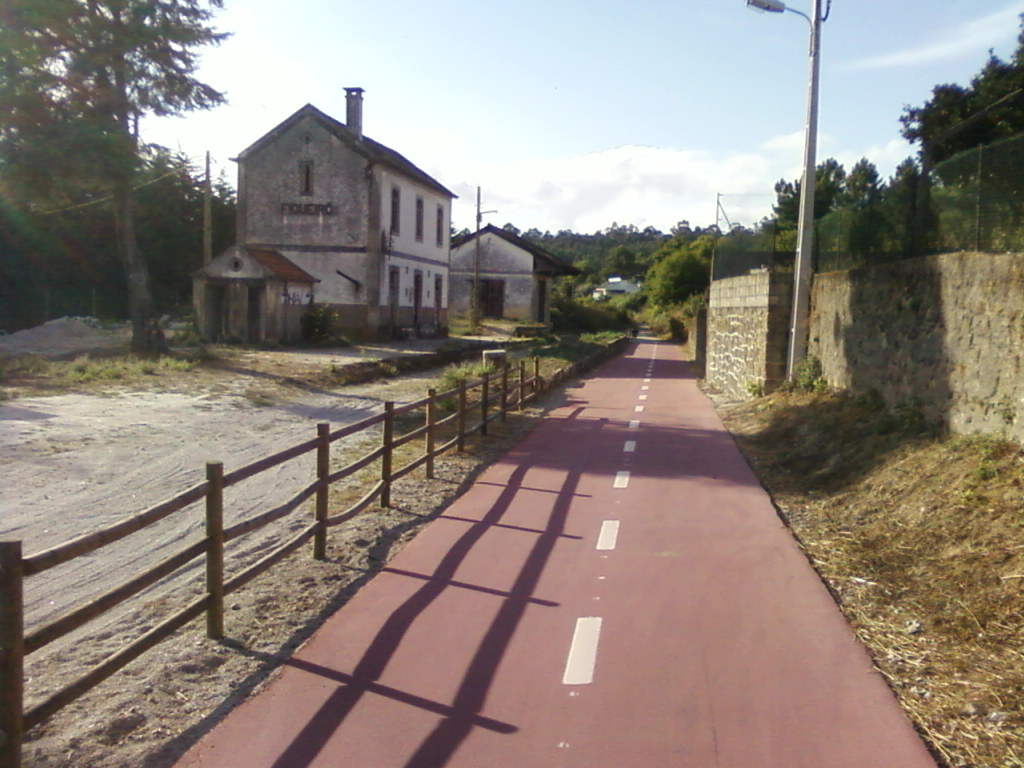
Ecopista do Dão na passagem pela Estação Ferroviária de Figueiró

A Ecopista do Dão é uma ecopista entre Santa Comba Dão e Viseu, em Portugal. O percurso tem aproximadamente 49,2 km de extensão e segue o traçado da desativada Linha do Dão, ao longo das margens dos rios Dão e Pavia.